# Liste der Kulturdenkmäler in Bad Hersfeld
Die folgende Liste enthält die in der Denkmaltopographie ausgewiesenen Kulturdenkmäler auf dem Gebiet  der  Stadt Bad Hersfeld, Hersfeld-Rotenburg, Hessen.
Hinweis: Die Reihenfolge der Denkmäler in dieser Liste orientiert sich zunächst an Stadtteilen und anschließend der Anschrift, alternativ ist sie auch nach der Bezeichnung oder der Bauzeit sortierbar.
Kulturdenkmäler werden fortlaufend im Denkmalverzeichnis des Landes Hessen durch das Landesamt für Denkmalpflege Hessen auf Basis des Hessischen Denkmalschutzgesetzes (HDSchG) geführt. Die Schutzwürdigkeit eines Kulturdenkmals hängt nicht von der Eintragung in das Denkmalverzeichnis des Landes Hessen oder der Veröffentlichung in der Denkmaltopographie ab.

Das Vorhandensein oder Fehlen eines Objekts in dieser Liste ist keine rechtsverbindliche Auskunft darüber, ob es Kulturdenkmal ist oder nicht: Diese Liste entspricht möglicherweise nicht dem aktuellen Stand der offiziellen Denkmaltopographie. Diese ist für Hessen in den entsprechenden Bänden der Denkmaltopographie Bundesrepublik Deutschland und im Internet unter DenkXweb – Kulturdenkmäler in Hessen einsehbar. Auch diese Quellen sind, obwohl sie durch das Landesamt für Denkmalpflege Hessen aktualisiert werden, nicht immer aktuell, da es im Denkmalbestand immer wieder Änderungen gibt.
Eine verbindliche Auskunft erteilt allein das Landesamt für Denkmalpflege Hessen.
Nutze diese Kartenansicht, um Koordinaten in der Liste zu setzen. In dieser Kartenansicht sind Kulturdenkmale ohne Koordinaten mit einem roten bzw. orangen Marker dargestellt und können in der Karte gesetzt werden. Kulturdenkmale ohne Bild sind mit einem blauen bzw. roten Marker gekennzeichnet, Kulturdenkmale mit Bild mit einem grünen bzw. orangen Marker.

## Kulturdenkmale nach Gesamtanlagen und Stadtteilen

### Altstadt

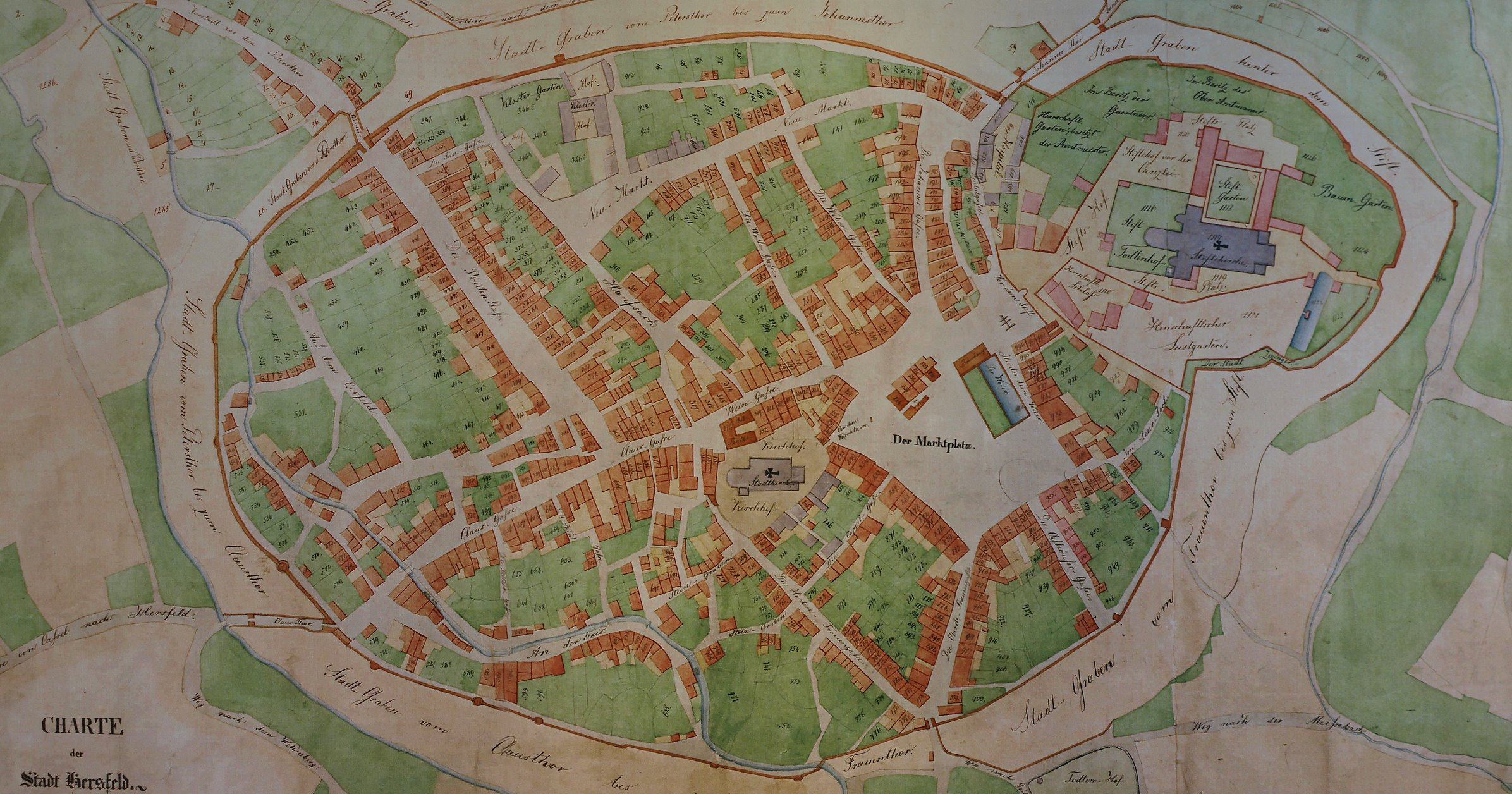
Katasterplan der Stadt Hersfeld aus dem Jahr 1730

#### Gesamtanlage Altstadt
Die Bad Hersfelder Altstadt innerhalb der Stadtmauer bildet eine Gesamtanlage aus geschichtlichen Gründen. Trotz aller Störungen und Neubauten ist die Struktur, die sich im Mittelalter und der frühen Neuzeit ausgebildet hat, noch ablesbar. Die wichtigsten Funktionsbauten, d. h. Klöster, Kirchen, das Rathaus und das Hospital sind noch an den historischen vorhanden. Das über Jahrhunderte gewachsene Stadtbild wird besonders durch Markt- und Linggplatz, Untere und Obere Frauenstraße, Klaus- und Weinstraße. Kirchplatz, Johannesstraße, Wallengasse, Neumarkt, Hanfsack und Breitenstraße vermittelt. Der Stiftsbezirk im Südwesten der Altstadt war die Keimzelle der Stadt. Daran schließt sich innerhalb des Stadtmauerrings östlich davon die Marktsiedlung an. Der Stadtpark am Perfort und die Grünanlage am Klausturm sind ebenfalls Bestandteile der Gesamtanlage.

#### Stadt- und Stiftsmauer
Stiftsmauer
Bereits im 8. Jh. war das Kloster mit einer Holz-Stein-Erde-Mauer umgeben, von der Überreste bei Ausgrabungen 1975/81 im Süden des Stiftsbezirks nachgewiesen wurden. In spätkarolingischer Zeit wurde eine ca. 1,5 m starke vorgesetzte Mörtelmauer als Verstärkung und Ersatz errichtet. Teilweise verändert und geflickt ist diese Mauer im Süden noch in Teilen erhalten. Nach Westen hin wurde die Stiftsmauer in halbovaler Form erweitert. Im Westenlager lag der ursprüngliche Zugang zum Stiftsbezirk. Im Zug der Burgstraße gab es eine Befestigung zur Stadt hin, die mit der Einbeziehung der Marktsiedlung in die Befestigungsanlagen ihren ursprünglichen Zweck verloren hatte.

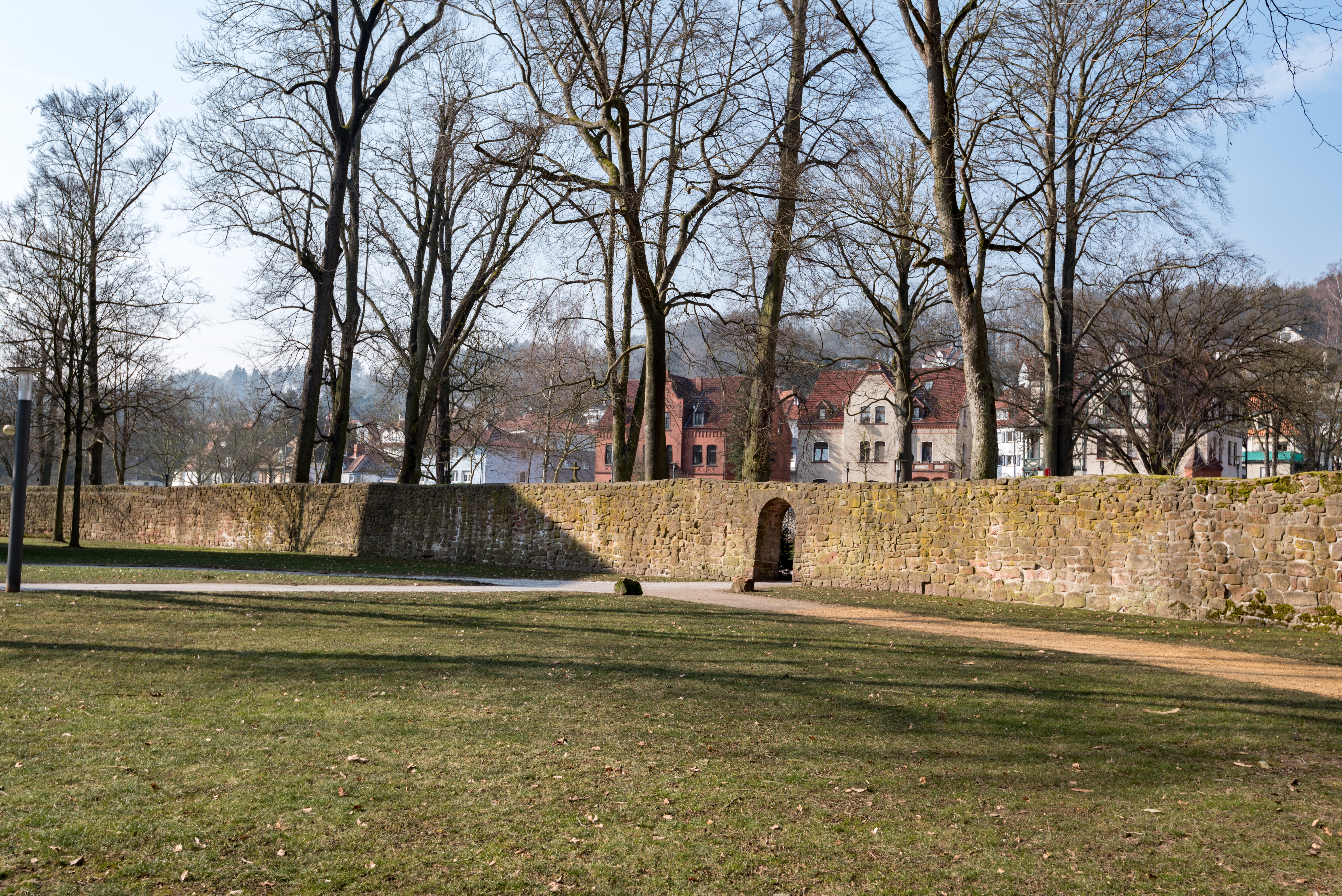
Nordwestliche Stiftsmauer
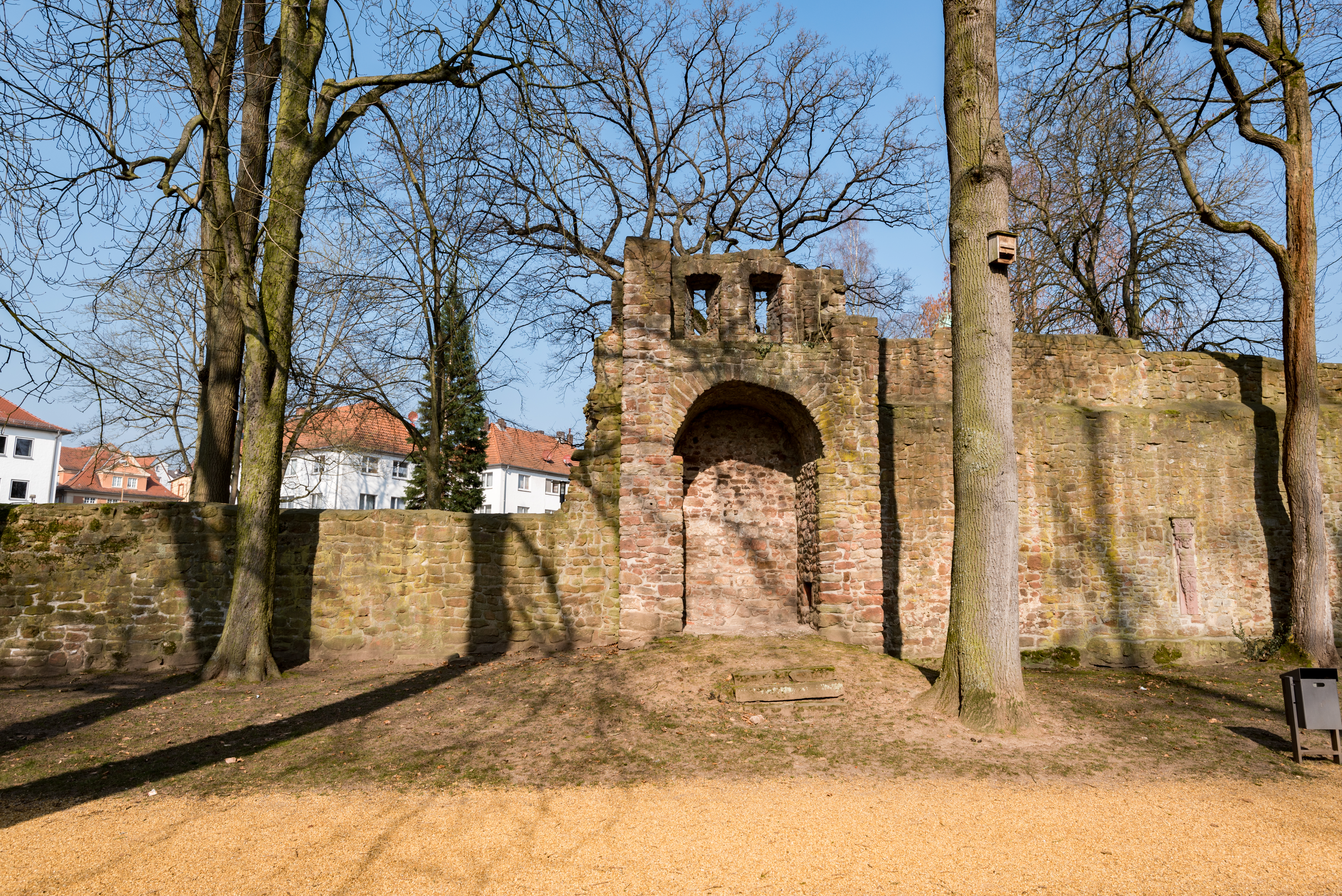
Nordwestliche Stiftsmauer mit Halbschalenturm
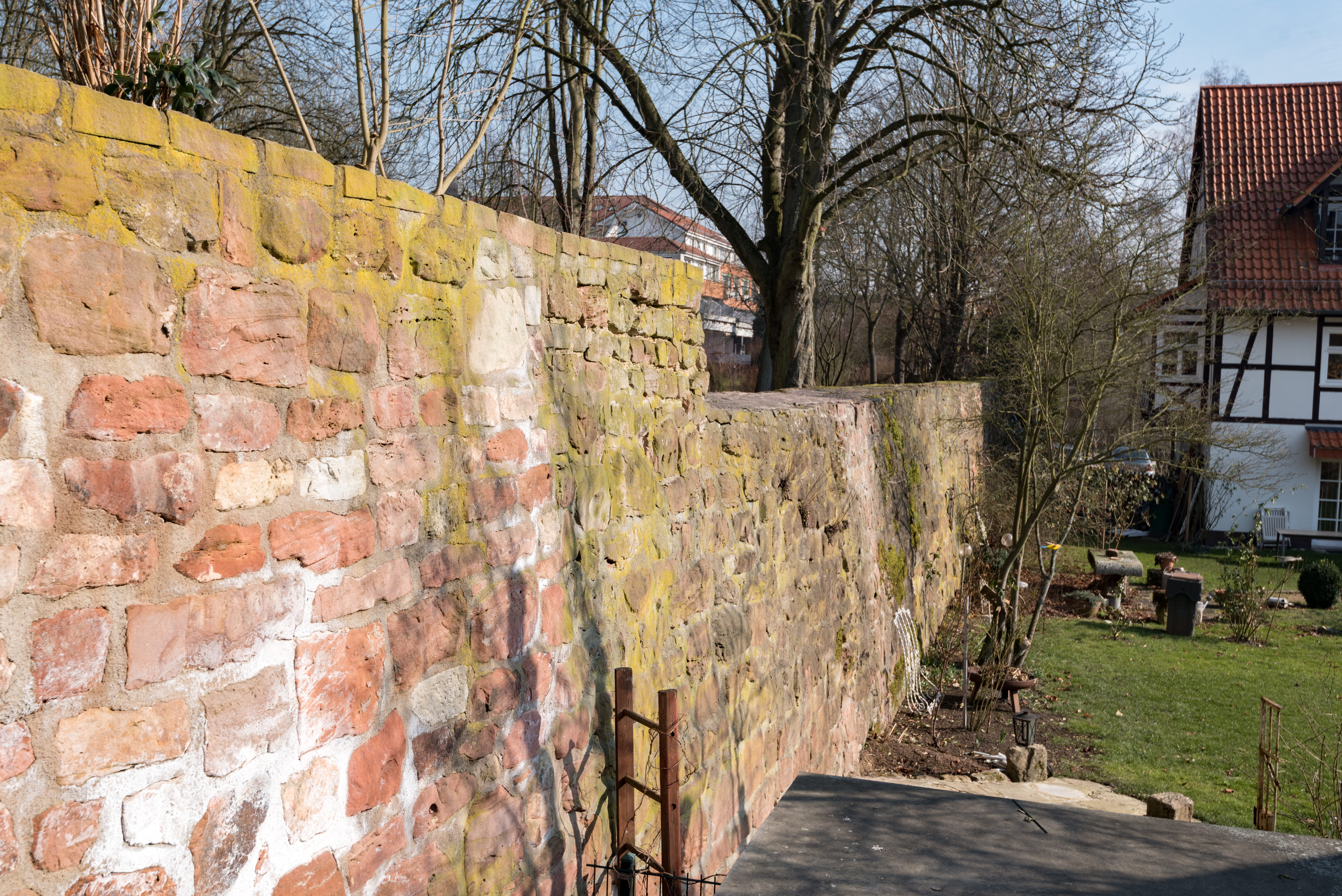
Südliche Stiftsmauer

Stadtmauer
Ab etwa 1230 wurde die Marktsiedlung mit einer inneren Stadtmauer befestigt, von der sich noch größere Teile erhalten haben. Die äußere Mauer dieses Befestigungszuges wurde im Laufe der Zeit vollständig abgetragen.
Folgende Mauerzüge sind erhalten:
- Am Johannestor zwischen den Häusern 2a und 2 ostwärts bis in Höhe Neumarkt 11
- Südlich Rosengasse 1
- Mit einer Unterbrachung südliche Neumarkt 35
- Östlich Rosmariengasse
- Westlich der Villa Reichsstraße 3
- Nördlich der Dudenstraße 12 bis zum Klausturm
- Nördlich Rennhöfchen bis zum Torwärterhaus Frauenstraße 2
- Östliche Begrenzung des Stadtparks

An der Nahtstelle zur Stiftsmauer befindet sich ein Rest eines Rundturms, der im 17. Jh. Dicker Turms genannt wurde.

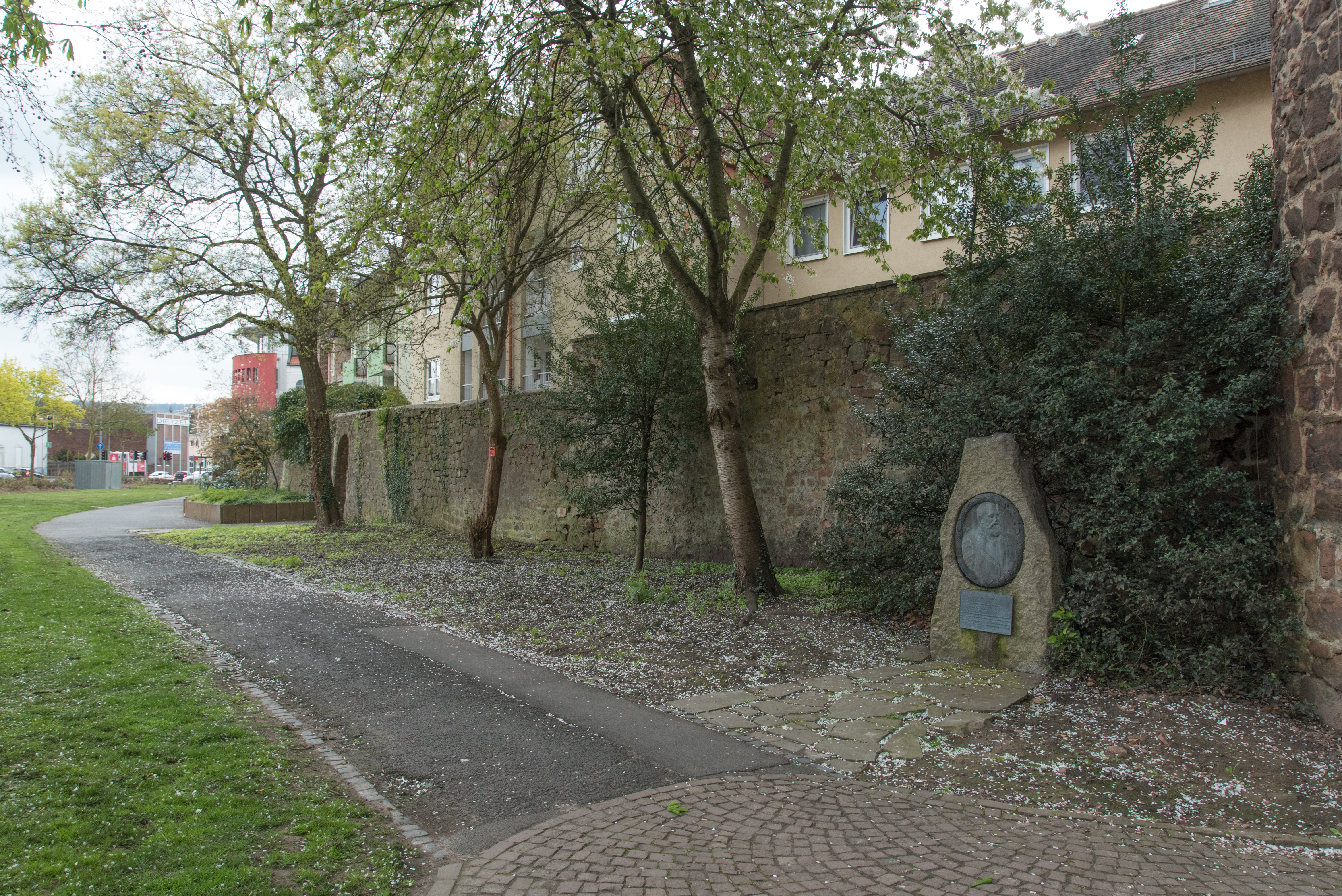
Stadtmauer südlich es Klausturms, Feldseite
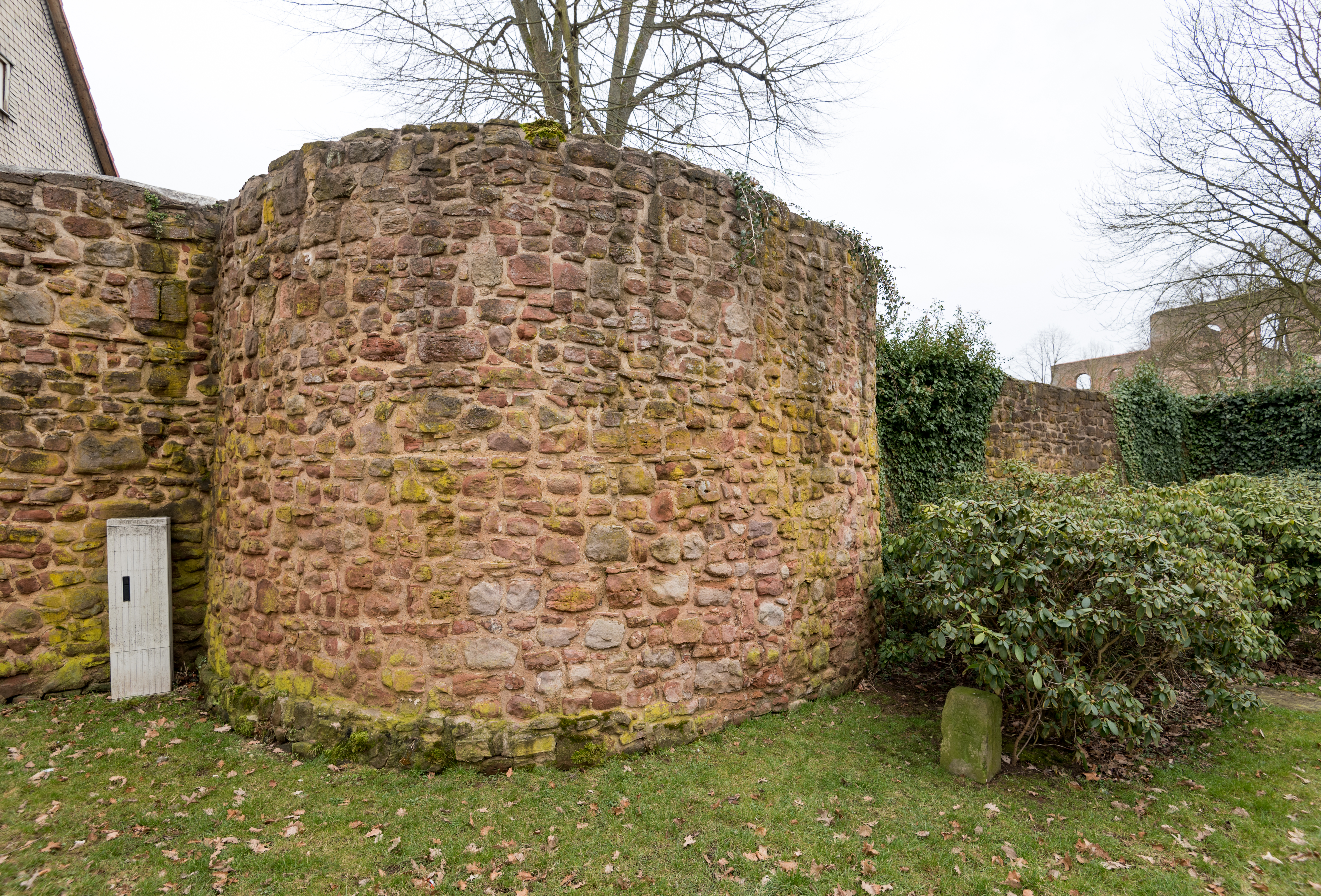
Rest des Dicken Turms, Feldseite

| Bild           | Bezeichnung | Lage                                          | Beschreibung | Bauzeit | Daten |
| -------------- | ----------- | --------------------------------------------- | --- | ------- | ----- |
| weitere Bilder | Klausturm   | Am Klausturm 5 LageFlur: 43, Flurstück: 99/7  | Rundturm in der Nähe des früheren 1795 und 1820 abgerissenen Klaustors, dickes Bruchsteinmauerwerk mit Schlitzfenstern, linksläufig gedrehte Glockenhaube |         |       |
| weitere Bilder | Pulverturm  | Dippelstraße LageFlur: 43, Flurstück: 2263/14 | Heute isoliert stehender Rundturm mit Bruchsteinmauerwerk, in ca. 6 m Ansatzstellen der Stadtmauer erkennbar, polygonales Zeltdach                        |         |       |
| weitere Bilder | Perfort     | Am Perfort LageFlur: 43, Flurstück: 923/1     | Turmstumpf der Stadtmauer, Fachwerkgeschoß wurde im 16. Jh. aufgesetzt                                                                                    |         |       |

#### Denkmäler an der Stadtmauer
| Bild           | Bezeichnung                                    | Lage                                        | Beschreibung | Bauzeit | Daten |
| -------------- | ---------------------------------------------- | ------------------------------------------- | --- | ------- | ----- |
| weitere Bilder | Ehrenmal für die Gefallenen des Kriegs 1870/71 | LageFlur: 43, Flurstück: 1581/924           | Denkmals von 1877 auf dem Naurmarkt mit Obelisk, nach 1945 Inschriftplatten in die Stadtmauer transloziert und Obelisk auf dem Neumarkt beseitigt             |         |       |
| weitere Bilder | Ehrenmal für die Gefallenen der Kriegs 1914/18 | Flur: 39, Flurstück: 111/15                 | Bronzeplastik eines Soldaten mit abgesetztem Gewehr auf Kalksteinsockel 1936                                                                                  |         |       |
| weitere Bilder | August-Gottlieb-Denkmal                        | Am Klausturm LageFlur: 41, Flurstück: 400/4 | Bronzerelief auf Granitfindling für August Gottlieb |         |       |
| weitere Bilder | Gedenkplatte für Leonhard Müller               | Am Perfort LageFlur: 43, Flurstück: 1792/24 | Marmortafel auf Bruchsteinsockel, 1904 |         |       |
| weitere Bilder | Vitaliskreuz                                   | LageFlur: 44, Flurstück: 13/20              | Gedenkkreuz zur Markierung der Stelle, an der am Vitalistag 1378 das Eindringen der Sternerritter verhindert wurde, kurz nach 1378 entstanden, Kopie von 1955 |         |       |

### Frauenberg und Friedhof
| Bild           | Bezeichnung           | Lage                                                                    | Beschreibung | Bauzeit | Daten |
| -------------- | --------------------- | ----------------------------------------------------------------------- | --- | ------- | ----- |
| weitere Bilder | Christlicher Friedhof | Alter Kirchweg/Meisebacher Straße LageFlur: 37, Flurstück: 172/7        | 1590 eingeweihte Begräbnisstätte; Grabmale des späten 18., dem ganzen 19. und dem frühen 19. Jh.; Reste der historischen Einfriedungsmauer; Friedhofskapelle, 1904 |         |       |
| weitere Bilder | Wohnhaus              | Am Frauenberg 5/7 LageFlur: 39, Flurstück: 168/25 (Nr. 5), 27/1 (Nr. 7) | |         |       |

### Gründerzeitliche Stadterweiterungen außerhalb der Stadtmauer

#### Bahnhofsviertel/Dudenstraße
| Bild                                 | Bezeichnung                                       | Lage                                                          | Beschreibung                                                                                              | Bauzeit | Daten |
| ------------------------------------ | ------------------------------------------------- | ------------------------------------------------------------- | --- | ------- | ----- |
| weitere Bilder                       | Gesamtanlage Bahnhofsviertel und Dudenstraße      | Lage                                                          | Gründerzeitliche Bebauung entlang der Dudenstraße östlich der Reichsstraße und entlang der Bahnhofsstraße |         |       |
| Wohn- und Geschäftshaus              | Wohn- und Geschäftshaus                           | Bahnhofstraße 1 LageFlur: 41, Flurstück: 366/7                | |         |       |
| Wohnhaus                             | Wohnhaus                                          | Bahnhofstraße 8 LageFlur: 41, Flurstück: 129/5                | |         |       |
| Fabrikanten-Wohnhaus mit Einfriedung | Fabrikanten-Wohnhaus mit Einfriedung              | Bahnhofstraße 10 LageFlur: 41, Flurstück: 124/2               | |         |       |
| Geschäftshaus                        | Geschäftshaus                                     | Bahnhofstraße 16a LageFlur: 41, Flurstück: 391/5              | |         |       |
| weitere Bilder                       | Bahnhof                                           | Bahnhofstraße 18 LageFlur: 41, Flurstück: 385/14              | Empfangsgebäude; Nebengebäude; Verwaltungs- und Empfangegebäude der Kreisbahn nach Heimboldshausen        |         |       |
| weitere Bilder                       | Wohnhaus                                          | Dudenstraße 16 LageFlur: 41, Flurstück: 778/175               | |         |       |
| weitere Bilder                       | Wohnhaus                                          | Dudenstraße 18 LageFlur: 41, Flurstück: 779/177               | |         |       |
| weitere Bilder                       | Wohnhaus                                          | Dudenstraße 20 LageFlur: 41, Flurstück: 194/1                 | |         |       |
| weitere Bilder                       | Wohnhaus                                          | Dudenstraße 22 LageFlur: 41, Flurstück: 190/5                 | |         |       |
| weitere Bilder                       | Wohnhaus                                          | Dudenstraße 23 LageFlur: 41, Flurstück: 792/170               | |         |       |
| weitere Bilder                       | Wohnhaus                                          | Dudenstraße 25 LageFlur: 41, Flurstück: 789/178               | |         |       |
| weitere Bilder                       | Ehemals Betriebsinspektionsgebäude der Reichsbahn | Dudenstraße 29 LageFlur: 41, Flurstück: 189/2                 | |         |       |
| Bild gesucht BW                      | Skulptur                                          | Friedloser Straße 12, im Landratsamt LageFlur: 35, Flurstück: | |         |       |
| Bild gesucht BW                      | Eisenbahnbrücke                                   | Friedloser Straße, Fulda LageFlur: 7, Flurstück: 13 und 27    | |         |       |
| weitere Bilder                       | Villa                                             | Reichsstraße 3 LageFlur: 41, Flurstück: 351/5                 | |         |       |
| Ehemaliges Jüdisches Schulhaus       | Ehemaliges Jüdisches Schulhaus                    | Vogelgesang 3 LageFlur: 41, Flurstück: 364/7                  | |         |       |
| weitere Bilder                       | Wohnhaus                                          | Vogelgesang 7 LageFlur: 41, Flurstück: 361                    | |         |       |

#### Gründerzeitviertel rund um die Lullusstraße
| Bild                       | Bezeichnung                                                             | Lage                                                                               | Beschreibung | Bauzeit | Daten |
| -------------------------- | ----------------------------------------------------------------------- | ---------------------------------------------------------------------------------- | --- | ------- | ----- |
| Bild gesucht BW            | Gesamtanlage Gründerzeitviertel rund um die Lullusstraße                | Lage                                                                               | Die Gesamtanlage wird im Westen vom Kurpark, im Norden von der Eichhofstraße, im Süden von der Bahnlinie und im Osten von der Berliner Straße. Ab 1899 wurde das Areal rund um die Lullusstraße bebaut. Hervorzuheben sind die zahlreichen Vorgärten mit bauzeitlichen schmiedeeisernen Einfriedungen. Die Randsteine aus Granit und die Rinnsteine sind an vielen Stellen noch im Original erhalten. |         |       |
| weitere Bilder             | Hofanlage des Bauunternehmers Robert Wölbing                            | Eichhofstraße 2 LageFlur: 44, Flurstück: 288/1                                     | Dreigeschossiges Wohnhaus, 1893, Remise, 1894, Gartenhaus, Hofpflasterung und Einfriedung, 1893 |         |       |
| weitere Bilder             | Wohnhaus                                                                | Eichhofstraße 4 LageFlur: 44, Flurstück: 288/2                                     | Dreigeschossiger Massivbau, 1897 von Robert Wölbing als Mietshaus neben seinem eigenen Wohnhaus errichtet |         |       |
| weitere Bilder             | Wohnhaus                                                                | Eichhofstraße 8 LageFlur: 44, Flurstück: 332/4                                     | Zweigeschossiger Massivbau in beigem Klinker, 1905 von Robert Wölbing für den Kaufmann Eduard Krach errichtet |         |       |
| weitere Bilder             | Wohnhaus                                                                | Fuldastraße 1 LageFlur: 44, Flurstück: 609/296                                     | Zweigeschossiger Massivbau von Bauunternehmer Heinrich Schulz 1899 errichtet |         |       |
| weitere Bilder             | Wohnhaus                                                                | Fuldastraße 2 LageFlur: 44, Flurstück: 279/7                                       | Zweigeschossiger Massivbau, 1899 von Heinrich Bätza für Malermeister Friedrich Bätza errichtet |         |       |
| weitere Bilder             | Villa                                                                   | Fuldastraße 12 LageFlur: 44, Flurstück: 276/12                                     | Zweigeschossiger Massivbau, 1903 von Louis Erhardt für Amtsgerichtsrat Theodor Rossbach errichtet |         |       |
| Wohnhaus                   | Wohnhaus                                                                | Fuldastraße 20 LageFlur: 44, Flurstück: 276/2                                      | Zweigeschossiger Massivbau, 1913 von Robert Wölbing für den Kaufmann Johann Heinrich Willhardt errichtet |         |       |
| weitere Bilder             | Wohnhaus                                                                | Lullusstraße 2 LageFlur: 44, Flurstück: 600/82                                     | Zweigeschossiger Massivbau, 1924 für Rechtsanwalt Dr. Max Becker errichtet |         |       |
| Wohnhaus                   | Wohnhaus                                                                | Lullusstraße 3 LageFlur: 44, Flurstück: 311/1                                      | Zweigeschossiger Massivbau, 1926 |         |       |
| weitere Bilder             | Wohnhaus                                                                | Lullusstraße 6 LageFlur: 44, Flurstück: 497/62                                     | Dreigeschossiger Massivbau, 1906 von Heinrich Bolender für den Leipziger Verlagsbuchhändler Mathias Zulauf errichtet |         |       |
| weitere Bilder             | Wohnhaus                                                                | Lullusstraße 9 LageFlur: 44, Flurstück: 325/2                                      | Zweigeschossiger Massivbau, 1902 von und für Louis Erhardt errichtet |         |       |
| weitere Bilder             | Wohnhäuser                                                              | Lullusstraße 10/12 und Wittastraße 8 LageFlur: 21, Flurstück: 64/1, 339/64, 527/64 | Drei reihenausartig zusammenhängende zweigeschossige Massivbauten, 1901 von Heinrich Bätza errichtet |         |       |
| weitere Bilder             | Ehemals Dienstgebäude für Landesbauamt und Landesrentei, heute Schulamt | Lutherstraße 1 LageFlur: 21, Flurstück: 58/1                                       | Zweigeschossiger Massivbau, im Mai 1928 fertiggestellt |         |       |
| weitere Bilder             | Ehemals Dienstsitz des königlichen Bezirkskommandos                     | Lutherstraße 2 LageFlur: 21, Flurstück: 536/24                                     | Dreigeschossiger Massivbau, am 1. Oktober 1908 in Betrieb genommen |         |       |
| weitere Bilder             | Sogenanntes Kammergebäude                                               | Lutherstraße 2, im Hof LageFlur: 21, Flurstück: 536/24                             | Zweigeschossiger Massivbau mit Feldfahrzeugremisen im Untergeschoss, am 1. Juni 1910 in Betrieb genommen |         |       |
| weitere Bilder             | Café-Neubau                                                             | Am Kurpark 2/2a LageFlur: 44, Flurstück: 327/4, 327/1                              | Zweigeschossiger Rundbau als Ersatz für den 1952 abgebrannten Saal des Café Bolender, 1956 |         |       |
| weitere Bilder             | Wohnhaus                                                                | Wigbertstraße 9 LageFlur: 44, Flurstück: 368/60                                    | Zweigeschossiger Massivbau, 1902 von Heinrich Bätze für Gymnasialoberlehrer Alexander Wende errichtet |         |       |
| weitere Bilder             | Wohnhaus                                                                | Wigbertstraße 14 LageFlur: 21, Flurstück: 62/2                                     | Dreigeschossiges Mehrfamilienhaus in Massivbauweise, 1906 für Oberpostassistent Ludwig Hücker nach Plänen von Albert Lenz errichtet |         |       |
| Ehemaliger Bahnhof Kurpark | Ehemaliger Bahnhof Kurpark                                              | Wittastraße 16a LageFlur: 16, Flurstück: 64/3                                      | Eingeschossiges Empfangsgebäude für den Haltepunkt des Kurviertels der 1906/07 eröffneten Bahnlinie Hersfeld-Treysa |         |       |

#### Landecker Straße
| Bild            | Bezeichnung                                     | Lage                             | Beschreibung | Bauzeit | Daten |
| --------------- | ----------------------------------------------- | -------------------------------- | ------------ | ------- | ----- |
| Bild gesucht BW | Altbauten der ehemaligen Tuchfabrik Georg Braun | Landecker Straße 1, 2 und 3 Lage |              |         |       |

#### Neustadt/Hainstraße
| Bild                 | Bezeichnung                                                               | Lage                                          | Beschreibung | Bauzeit | Daten |
| -------------------- | ------------------------------------------------------------------------- | --------------------------------------------- | --- | ------- | ----- |
| Bild gesucht BW      | Gesamtanlage Neustadt, Hainstraße und Johannestor                         | Lage                                          | Die Gesamtanlage umfasst den Bereich vor dem Johannestor und die Bebauung entlang der Hainstraße bis zur Hochstraße vor dem Peterstor. Die Bauten stammen aus dem Zeitraum von der Mitte des 19. Jhs. bis 1939. |         |       |
| Sogenannte Südschule | Sogenannte Südschule                                                      | Hainstraße 2 LageFlur: 44, Flurstück: 203/16  | |         |       |
| weitere Bilder       | Wohnhaus                                                                  | Hainstraße 3 LageFlur: 44, Flurstück: 279/13  | |         |       |
| weitere Bilder       | Villa Rechberg                                                            | Hainstraße 5 LageFlur: 44, Flurstück: 241/63  | |         |       |
| weitere Bilder       | Sogenanntes Contorhaus der Tuchfabrik Rechberg                            | Hainstraße 7 LageFlur: 44, Flurstück: 241/39  | |         |       |
| weitere Bilder       | Wohnhaus                                                                  | Hainstraße 8 LageFlur: 44, Flurstück: 138/1   | |         |       |
| weitere Bilder       | Wohnhaus                                                                  | Hainstraße 10 LageFlur: 44, Flurstück: 138/2  | |         |       |
| weitere Bilder       | Wohnhaus                                                                  | Hainstraße 14 LageFlur: 44, Flurstück: 138/14 | |         |       |
| weitere Bilder       | Wohnhaus                                                                  | Hainstraße 16 LageFlur: 44, Flurstück: 138/6  | |         |       |
| weitere Bilder       | Wohnhaus                                                                  | Hainstraße 17 LageFlur: 44, Flurstück: 9/1    | |         |       |
| weitere Bilder       | Villa                                                                     | Hainstraße 18 LageFlur: 44, Flurstück: 138/7  | |         |       |
| weitere Bilder       | Wohnhaus                                                                  | Hainstraße 19 LageFlur: 44, Flurstück: 9/4    | |         |       |
| weitere Bilder       | Wohnhaus                                                                  | Johannestor 3 LageFlur: 44, Flurstück: 339/3  | |         |       |
| weitere Bilder       | Wohn- und Geschäftshaus des Holz- und Baumaterialienhändlers Wilhelm Heil | Neustadt 11 LageFlur: 44, Flurstück: 109/1    | |         |       |

#### Kurviertel
| Bild            | Bezeichnung             | Lage                                           | Beschreibung | Bauzeit | Daten |
| --------------- | ----------------------- | ---------------------------------------------- | ------------ | ------- | ----- |
| Bild gesucht BW | Gesamtanlage Kurviertel | Lage                                           |              |         |       |
| Kurhaus         | Kurhaus                 | Am Kurpark 10 LageFlur: 21, Flurstück: 82/7    |              |         |       |
| weitere Bilder  | Vitalisbrunnen          | Am Kurpark LageFlur: 21, Flurstück: 82/7       |              |         |       |
| weitere Bilder  | Dudendenkmal            | Am Kurpark Flur: 21, Flurstück: 82/7           |              |         |       |
| Villa           | Villa                   | Dr.-Ronge-Weg 2 LageFlur: 22, Flurstück: 120/7 |              |         |       |

#### Am Hopfengarten
| Bild            | Bezeichnung                                                | Lage                                                | Beschreibung | Bauzeit | Daten |
| --------------- | ---------------------------------------------------------- | --------------------------------------------------- | ------------ | ------- | ----- |
| Bild gesucht BW | Gesamtanlage Am Hopfengarten und Bebauung des Hasenwinkels | Lage                                                |              |         |       |
| Wohnhaus        | Wohnhaus                                                   | Am Hopfengarten 5 LageFlur: 22, Flurstück: 130/2    |              |         |       |
| Wohnhaus        | Wohnhaus                                                   | Am Hopfengarten 20 LageFlur: 22, Flurstück: 112/38  |              |         |       |
| Doppelwohnhaus  | Doppelwohnhaus                                             | Theodor-Heuss-Platz 1/3 LageFlur: 45, Flurstück: 21 |              |         |       |
| weitere Bilder  | Wohnhaus                                                   | Sternerstraße 25 LageFlur: 46, Flurstück: 19/1      |              |         |       |

#### Am Hainberg und Am Weinberg
| Bild                     | Bezeichnung              | Lage                                          | Beschreibung | Bauzeit | Daten |
| ------------------------ | ------------------------ | --------------------------------------------- | ------------ | ------- | ----- |
| Gesamtanlage Am Hainberg | Gesamtanlage Am Hainberg | Lage                                          |              |         |       |
| Wohnhaus                 | Wohnhaus                 | Am Hainberg 6 LageFlur: 20, Flurstück: 348/58 |              |         |       |
| Wohn- und Geschäftshaus  | Wohn- und Geschäftshaus  | Am Weinberg 13 LageFlur: 20, Flurstück: 78/4  |              |         |       |

#### Nachtigallenstraße
| Bild            | Bezeichnung                     | Lage                                                  | Beschreibung | Bauzeit | Daten |
| --------------- | ------------------------------- | ----------------------------------------------------- | ------------ | ------- | ----- |
| Bild gesucht BW | Gesamtanlage Nachtigallenstraße | Lage                                                  |              |         |       |
| weitere Bilder  |                                 | Nachtigallenstraße 11 LageFlur: 44, Flurstück: 333/19 |              |         |       |
| weitere Bilder  |                                 | Nachtigallenstraße 15 LageFlur: 44, Flurstück: 333/18 |              |         |       |

#### Gerwigstraße/Simon-Haune-Straße
| Bild            | Bezeichnung                                  | Lage                                                 | Beschreibung | Bauzeit | Daten |
| --------------- | -------------------------------------------- | ---------------------------------------------------- | ------------ | ------- | ----- |
| Bild gesucht BW | Gesamtanlage Gerwigstraße/Simon-Haune-Straße | Lage                                                 |              |         |       |
| Bild gesucht BW | Gartenhaus                                   | Gerwigstraße 7 LageFlur: 45, Flurstück: 5/1          |              |         |       |
| weitere Bilder  | Wohnhaus                                     | Gerwigstraße 14 LageFlur: 46, Flurstück: 44          |              |         |       |
| weitere Bilder  | Wohnhaus                                     | Gerwigstraße 18 LageFlur: 46, Flurstück: 46          |              |         |       |
| weitere Bilder  | Wohnhaus                                     | Simon-Haune-Straße 5 LageFlur: 38, Flurstück: 360/3  |              |         |       |
| Bild gesucht BW | Gartenhaus                                   | Simon-Haune-Straße 5 LageFlur: 38, Flurstück: 360/1  |              |         |       |
| weitere Bilder  | Mehrfamilienwohnhaus                         | Simon-Haune-Straße 7 LageFlur: 38, Flurstück: 359/4  |              |         |       |
| weitere Bilder  | Wohnhaus                                     | Simon-Haune-Straße 21 LageFlur: 38, Flurstück: 349/2 |              |         |       |
| weitere Bilder  | Fröbelschule                                 | Vitalisstraße 9 LageFlur: 39, Flurstück: 138/3       |              |         |       |
| weitere Bilder  | Behördenhaus                                 | Vitalisstraße 17 LageFlur: 39, Flurstück: 145/16     |              |         |       |

#### Wehneberger Straße/Dippelstraße
| Bild            | Bezeichnung                                  | Lage                                                 | Beschreibung | Bauzeit | Daten |
| --------------- | -------------------------------------------- | ---------------------------------------------------- | --- | ------- | ----- |
| Bild gesucht BW | Gesamtanlage Wehneberger Straße/Dippelstraße | Lage                                                 | |         |       |
| weitere Bilder  | Mauermühle                                   | Dippelstraße 2 LageFlur: 40, Flurstück: 114/90       | |         |       |
| weitere Bilder  | Ehemaliges Vereinshaus                       | Dippelstraße 10 LageFlur: 40, Flurstück:             | |         |       |
| weitere Bilder  | Frühere Tuchfabrik Rehn, Fachwerkgebäude     | Wehneberger Straße 4 LageFlur: 39, Flurstück: 22/5   | Zweigeschossiger langgestreckter Fachwerkbau mit Ziegelausfachungen, um 1865 errichtet, 1908 als Spinnerei, Büro und Lager genutzt, nach 1956 von Konrad Zuse zum Bau von Computern angemietet, ab 1964 wechselnde Gewerbenutzung |         |       |
| Wohnhaus        | Wohnhaus                                     | Wehneberger Straße 12 LageFlur: 36, Flurstück: 24/13 | |         |       |
| Lingg-Schule    | Lingg-Schule                                 | Wehneberger Straße 16 LageFlur: 36, Flurstück: 25/4  | |         |       |
| Wohnhaus        | Wohnhaus                                     | Wehneberger Straße 22 LageFlur: 36, Flurstück: 18/2  | |         |       |
| Wohnhaus        | Wohnhaus                                     | Wehneberger Straße 23 LageFlur: 35, Flurstück: 137   | |         |       |

#### Wehneberger Straße/Vlämenweg
| Bild                                      | Bezeichnung                               | Lage                                                        | Beschreibung | Bauzeit | Daten |
| ----------------------------------------- | ----------------------------------------- | ----------------------------------------------------------- | ------------ | ------- | ----- |
| Gesamtanlage Wehneberger Straße/Vlämenweg | Gesamtanlage Wehneberger Straße/Vlämenweg | LageFlur: 40, Flurstück: 41/7, 41/8, 41/9, 43/2, 43/3, 43/6 |              |         |       |

#### August-Gottlieb-Straße
| Bild                                | Bezeichnung                         | Lage                                                      | Beschreibung | Bauzeit | Daten |
| ----------------------------------- | ----------------------------------- | --------------------------------------------------------- | ------------ | ------- | ----- |
| Gesamtanlage August-Gottlieb-Straße | Gesamtanlage August-Gottlieb-Straße | Lage                                                      |              |         |       |
| Bild gesucht BW                     | Ehemaliges Werk 2 der Firma Schilde | August-Gottlieb-Straße 8 LageFlur: 40, Flurstück: 48/2    |              |         |       |
| Wohnhaus                            | Wohnhaus                            | August-Gottlieb-Straße 8 LageFlur: 40, Flurstück: 38/4    |              |         |       |
| Wohnhaus                            | Wohnhaus                            | August-Gottlieb-Straße 14 LageFlur: 40, Flurstück: 521/36 |              |         |       |
| Bild gesucht BW                     | Ehemaliges Werk 1 der Firma Schilde | LageFlur: 40, Flurstück: 86/5 und 75/1                    |              |         |       |

#### Seilerweg
| Bild            | Bezeichnung                   | Lage                                       | Beschreibung | Bauzeit | Daten |
| --------------- | ----------------------------- | ------------------------------------------ | ------------ | ------- | ----- |
| Bild gesucht BW | Gesamtanlage Seilerweg        | Lage                                       |              |         |       |
| weitere Bilder  | Katholische Kirche St. Lullus | Seilerweg 1 LageFlur: 41, Flurstück: 140/1 |              |         |       |
| Pfarrhaus       | Pfarrhaus                     | Seilerweg 1 LageFlur: 41, Flurstück: 140/1 |              |         |       |
| weitere Bilder  | Villa                         | Seilerweg 3 LageFlur: 41, Flurstück: 17/9  |              |         |       |

### Außerhalb der Altstadt
| Bild                                                                                     | Bezeichnung                       | Lage                                                                             | Beschreibung | Bauzeit | Daten |
| ---------------------------------------------------------------------------------------- | --------------------------------- | -------------------------------------------------------------------------------- | ------------ | ------- | ----- |
| Wohnhaus                                                                                 | Wohnhaus                          | Homberger Straße 11 LageFlur: 34, Flurstück: 104/3                               |              |         |       |
| Bild gesucht BW                                                                          | Keller                            | Homberger Straße 11 LageFlur: 34, Flurstück: 104/3                               |              |         |       |
| Ehemalige Lohmühle, Wohnhaus                                                             | Ehemalige Lohmühle, Wohnhaus      | Lohmühlenweg 6 LageFlur: 32, Flurstück: 36                                       |              |         |       |
| Ehemalige Lohmühle, Scheune                                                              | Ehemalige Lohmühle, Scheune       | Lohmühlenweg 6 LageFlur: 32, Flurstück: 39/2                                     |              |         |       |
| Ehemalige Lohmühle, Spinnereisaal                                                        | Ehemalige Lohmühle, Spinnereisaal | Lohmühlenweg 6 LageFlur: 32, Flurstück: 103/37                                   |              |         |       |
| Jüdischer Friedhof in Bad Hersfeld, Heinrich-Heine-Straße/Ecke Michael-Schnabrich Straße | Jüdischer Friedhof                | Heinrich-Heine-Straße, Ecke Michael-Schnabich-Straße LageFlur: 23, Flurstück: 57 |              |         |       |
| Bild gesucht BW                                                                          | Jüdischer Friedhof                | Am Roten Graben/Heinrich-Heine-Straße LageFlur: 23, Flurstück: 53/3              |              |         |       |
| Direkt Bild zu diesem Denkmal hochladen                                                  | Wasserbehälter                    | Heinrich-Heine-Straße Flur: 23, Flurstück: 13/2                                  |              |         |       |
| Bild gesucht BW                                                                          | Parkanlagen                       | Auf dem Tageberg/Kleinshöhe Lage                                                 |              |         |       |
| Direkt Bild zu diesem Denkmal hochladen                                                  | Wildenbruch-Denkmal               | Auf dem Tageberg/Kleinshöhe Flur: 24, Flurstück: 31/1                            |              |         |       |
| Das Denkmal von Carl Strauß, 1857-1937, ehem. Bürgermeister von Bad Hersfeld             | Denkmal für Carl Strauß           | Auf dem Tageberg LageFlur: 20, Flurstück: 40/7                                   |              |         |       |
| Der Robert-Heil-Turm auf dem Tageberg von Bad Hersfeld                                   | Robert-Heil-Turm                  | LageFlur: 24, Flurstück: 61/19                                                   |              |         |       |

### Neue Stadtteile und eingemeindete Gutsbezirke

#### Eichhof
| Bild            | Bezeichnung     | Lage                                                       | Beschreibung | Bauzeit | Daten |
| --------------- | --------------- | ---------------------------------------------------------- | ------------ | ------- | ----- |
| weitere Bilder  | Schloss Eichhof | LageFlur: 18, Flurstück: 39/1                              |              |         |       |
| Bild gesucht BW | Eichmühle       | LageFlur: 18, Flurstück: 190/76, 191/97, 188/98 und 189/98 |              |         |       |

#### Hohe Luft
| Bild            | Bezeichnung                                              | Lage                                                                                        | Beschreibung               | Bauzeit | Daten |
| --------------- | -------------------------------------------------------- | ------------------------------------------------------------------------------------------- | -------------------------- | ------- | ----- |
| weitere Bilder  | Gesamtanlage Ehemalige Kaserne                           | Lage                                                                                        |                            |         |       |
| weitere Bilder  | Meilenstein                                              | Frankfurter Straße, Kreuzung von B27 und B62 LageFlur: 15, Flurstück: 79/10                 | Hessischer Ganzmeilenstein |         |       |
| Bild gesucht BW | Meilenstein                                              | Frankfurter Straße, Kreuzung von B27 und B62 LageFlur: 10, Flurstück: 55/6                  | Hessischer Ganzmeilenstein |         |       |
| Bild gesucht BW | Umspannwerk und Wohnhaus                                 | Hermann-Kirchner-Straße 2 und Wippersheimer Straße 1 LageFlur: 12, Flurstück: 54/3 und 54/4 |                            |         |       |
| Bild gesucht BW | Ehemalige Reichsautobahn-Straßenmeisterei, Dienstgebäude | Hünfelder Straße 73 LageFlur: 14, Flurstück: 47/10                                          |                            |         |       |
| Bild gesucht BW | Ehemalige Reichsautobahn-Straßenmeisterei, Fahrzeughalle | Hünfelder Straße 73 LageFlur: 14, Flurstück: 47/10                                          |                            |         |       |
| Bild gesucht BW | Ehemalige Reichsautobahn-Straßenmeisterei, Hof           | Hünfelder Straße 73 LageFlur: 14, Flurstück: 47/10                                          |                            |         |       |

#### Johannesberg
| Bild                                    | Bezeichnung         | Lage                                                             | Beschreibung | Bauzeit | Daten |
| --------------------------------------- | ------------------- | ---------------------------------------------------------------- | ------------ | ------- | ----- |
| Bild gesucht BW                         | Kirchenruine        | Zur Klosterschänke LageFlur: 52, Flurstück: 13/23                |              |         |       |
| Bild gesucht BW                         | Brüderhaus          | Zur Klosterschänke LageFlur: 52, Flurstück: 13/23                |              |         |       |
| Bild gesucht BW                         | Brunnen             | Zur Klosterschänke LageFlur: 52, Flurstück: 13/23                |              |         |       |
| Bild gesucht BW                         | Ehemaliges Amtshaus | Zur Klosterschänke 1 a/b/c LageFlur: 52, Flurstück: 13/22, 13/25 |              |         |       |
| Bild gesucht BW                         | Klosterschänke      | Zur Klosterschänke 1 LageFlur: 52, Flurstück: 13/26              |              |         |       |
| Direkt Bild zu diesem Denkmal hochladen | Ruheplatz           | Unterm Laufholf Flur: 51, Flurstück: 26/1                        |              |         |       |

#### Meisebach
| Bild            | Bezeichnung                           | Lage                                                      | Beschreibung | Bauzeit | Daten |
| --------------- | ------------------------------------- | --------------------------------------------------------- | ------------ | ------- | ----- |
| Bild gesucht BW | Hofgut Meisebach, Herrenhaus (Altbau) | Meisebacher Straße LageFlur: 54, Flurstück: 13/7 und 13/8 |              |         |       |
| Bild gesucht BW | Hofgut Meisebach, Herrenhaus (Anbau)  | Meisebacher Straße LageFlur: 54, Flurstück: 13/7 und 13/8 |              |         |       |
| Bild gesucht BW | Hofgut Meisebach, Wirtschaftsgebäude  | Meisebacher Straße LageFlur: 54, Flurstück: 13/7 und 13/8 |              |         |       |
| Bild gesucht BW | Hofgut Meisebach, Einfriedung         | Meisebacher Straße LageFlur: 54, Flurstück: 13/7 und 13/8 |              |         |       |

#### Wehneberg
| Bild                 | Bezeichnung            | Lage | Beschreibung | Bauzeit | Daten |
| -------------------- | ---------------------- | ---- | ------------ | ------- | ----- |
| Südansicht Wehneberg | Gesamtanlage Wehneberg | Lage |              |         |       |

#### Zellersgrund
| Bild            | Bezeichnung       | Lage                                                    | Beschreibung | Bauzeit | Daten |
| --------------- | ----------------- | ------------------------------------------------------- | ------------ | ------- | ----- |
| Bild gesucht BW | Sommerwirtschaft  | Friedloser Straße 108 LageFlur: 2, Flurstück: 13/8      |              |         |       |
| Bild gesucht BW | Heimkehrerdenkmal | Im Zellersgrund LageFlur: 2, Flurstück: 12/16 und 12/37 |              |         |       |

### Ehemalige Dörfer

#### Allmershausen
| Bild            | Bezeichnung        | Lage                                               | Beschreibung | Bauzeit | Daten |
| --------------- | ------------------ | -------------------------------------------------- | ------------ | ------- | ----- |
| Bild gesucht BW | Wohnhaus           | Am Düngberg 1 LageFlur: 7, Flurstück: 4            |              |         |       |
| Bild gesucht BW | Wohnhaus           | Am Düngberg 2 LageFlur: 7, Flurstück: 2            |              |         |       |
| Bild gesucht BW | Hofanlage          | Hofweg 1 LageFlur: 7, Flurstück: 35                |              |         |       |
| Bild gesucht BW | Scheune            | Hofweg 8 LageFlur: 7, Flurstück: 49                |              |         |       |
| Bild gesucht BW | Scheune            | Neuensteiner Straße 4 LageFlur: 7, Flurstück: 61/2 |              |         |       |
| Bild gesucht BW | Gast- und Wohnhaus | Neuensteiner Straße 6 LageFlur: 7, Flurstück: 45   |              |         |       |
| Bild gesucht BW | Kirche             | Neuensteiner Straße 8 LageFlur: 7, Flurstück: 42   |              |         |       |
| Bild gesucht BW | Hofanlage          | Neuensteiner Straße 10 LageFlur: 7, Flurstück: 34  |              |         |       |
| Bild gesucht BW | Wohnhaus           | Teichweg 6 LageFlur: 7, Flurstück: 50              |              |         |       |
| Bild gesucht BW | Wohnhaus           | Zum Dermbach 2 LageFlur: 7, Flurstück: 21          |              |         |       |

#### Asbach
| Bild                                    | Bezeichnung                                 | Lage                                                            | Beschreibung | Bauzeit | Daten |
| --------------------------------------- | ------------------------------------------- | --------------------------------------------------------------- | ------------ | ------- | ----- |
| Bild gesucht BW                         | Gesamtanlage Alsfelder Straße               | Lage                                                            |              |         |       |
| Bild gesucht BW                         | Gesamtanlage Bachweg/Ringstraße/Mühlestraße | Lage                                                            |              |         |       |
| Bild gesucht BW                         | Gesamtanlage Obere Mühlestraße/Steiler Weg  | Lage                                                            |              |         |       |
| Bild gesucht BW                         | Sandsteinpfosten                            | Alsfelder Straße 36 LageFlur: 6, Flurstück: 28/4                |              |         |       |
| weitere Bilder                          | Wohnhaus                                    | Alsfelder Straße 36 LageFlur: 6, Flurstück: 24/1 und 26/3       |              |         |       |
| weitere Bilder                          |                                             | Alsfelder Straße 47 LageFlur: 6, Flurstück: 32/5                |              |         |       |
| weitere Bilder                          |                                             | Alsfelder Straße 48 LageFlur: 6, Flurstück: 76/1, 76/2 und 77/1 |              |         |       |
| weitere Bilder                          |                                             | Alsfelder Straße 50 LageFlur: 6, Flurstück: 79/2                |              |         |       |
| Bild gesucht BW                         | Bahnhof                                     | Am Lindeneck 10 LageFlur: 9, Flurstück: 119/4                   |              |         |       |
| weitere Bilder                          | Wohnhaus                                    | Bachweg 1 LageFlur: 7, Flurstück: 75                            |              |         |       |
| weitere Bilder                          | Evangelische Kirche                         | Bachweg 2 LageFlur: 7, Flurstück: 55/2                          |              |         |       |
| weitere Bilder                          | Wohnhaus                                    | Bachweg 5 LageFlur: 7, Flurstück: 60                            |              |         |       |
| weitere Bilder                          |                                             | Bachweg 6/6a LageFlur: 7, Flurstück: 21/4                       |              |         |       |
| weitere Bilder                          |                                             | Bachweg 12 LageFlur: 7, Flurstück: 157/12                       |              |         |       |
| Bild gesucht BW                         | Friedhof                                    | Friedhofweg LageFlur: 5, Flurstück: 36, 167/35, 168/35          |              |         |       |
| weitere Bilder                          | Ehemalige Schule                            | Mühlestraße 1 LageFlur: 7, Flurstück: 16/4                      |              |         |       |
| weitere Bilder                          |                                             | Mühlestraße 3 LageFlur: 7, Flurstück: 165/15                    |              |         |       |
| weitere Bilder                          |                                             | Mühlestraße 8 LageFlur: 6, Flurstück: 16/1                      |              |         |       |
| weitere Bilder                          |                                             | Mühlestraße 10 LageFlur: 6, Flurstück: 13/1                     |              |         |       |
| Bild gesucht BW                         | Untermühle                                  | Mühlestraße 32 LageFlur: 8, Flurstück: 99/1, 101 und 120        |              |         |       |
| weitere Bilder                          | Backhaus                                    | Ringstraße, gegenüber Nr. 2 LageFlur: 7, Flurstück: 74          |              |         |       |
| weitere Bilder                          | Wohnhaus                                    | Ringstraße 5/7 LageFlur: 7, Flurstück: 103 und 73/1             |              |         |       |
| Direkt Bild zu diesem Denkmal hochladen | Autobahnbrücke                              | Außerhalb der Ortslage, im Walmeröder Grund                     |              |         |       |
| weitere Bilder                          | Reste der Burg Milnrode                     | LageFlur: 68, Flurstück: 48/9                                   |              |         |       |

#### Beiershausen
| Bild            | Bezeichnung               | Lage                                                                   | Beschreibung | Bauzeit | Daten |
| --------------- | ------------------------- | ---------------------------------------------------------------------- | ------------ | ------- | ----- |
| Bild gesucht BW | Gesamtanlage Beiershausen | Lage                                                                   |              |         |       |
| Bild gesucht BW | Wohnhaus                  | Falkenbachstraße 2 LageFlur: 6, Flurstück: 35/2 und 36                 |              |         |       |
| Bild gesucht BW | Hofanlage                 | Falkenbachstraße 6 LageFlur: 6, Flurstück: 47                          |              |         |       |
| Bild gesucht BW | Wohnhaus                  | Falkenbachstraße 10 LageFlur: 6, Flurstück: 54                         |              |         |       |
| Bild gesucht BW | Wohnhaus                  | Falkenbachstraße 23 LageFlur: 6, Flurstück: 7                          |              |         |       |
| Bild gesucht BW | Hofanlage                 | Rosengartenstraße 1 LageFlur: 6, Flurstück: 39                         |              |         |       |
| Bild gesucht BW | Wohnhaus                  | Rosengartenstraße 2 LageFlur: 6, Flurstück: 45/4                       |              |         |       |
| Bild gesucht BW | Friedhof Pfaffenwald      | Außerhalb der Ortslage, in den Rottäckern LageFlur: 1, Flurstück: 11/1 |              |         |       |

#### Heenes
| Bild                                    | Bezeichnung               | Lage                                                 | Beschreibung | Bauzeit | Daten |
| --------------------------------------- | ------------------------- | ---------------------------------------------------- | ------------ | ------- | ----- |
| Direkt Bild zu diesem Denkmal hochladen | Gesamtanlage Heenes       | Koordinaten fehlen! Hilf mit.                        |              |         |       |
| Bild gesucht BW                         | Hofanlage                 | Am Hasenraín 2 (Altbau) LageFlur: 5, Flurstück: 11/1 |              |         |       |
| Bild gesucht BW                         | Ehemalige Revierförsterei | Bornweg 16 LageFlur: 2, Flurstück: 263               |              |         |       |
| Bild gesucht BW                         | Hofanlage                 | Hersfelder Straße 1 LageFlur: 5, Flurstück: 44       |              |         |       |
| Bild gesucht BW                         | Hofanlage                 | Linsengasse 6 LageFlur: 5, Flurstück: 7/1            |              |         |       |

#### Kalkobes
| Bild                                  | Bezeichnung                           | Lage                                               | Beschreibung                                                                                         | Bauzeit | Daten |
| ------------------------------------- | ------------------------------------- | -------------------------------------------------- | --- | ------- | ----- |
| Gesamtanlage Homberger Straße/Hohlweg | Gesamtanlage Homberger Straße/Hohlweg | Lage                                               | Am Berge 1, 3; Hohlweg 2, 4, 6; Homberger Straße 85, 85a, 120. Homberger Straße 120 abgebrochen. (g) |         |       |
| Bild gesucht BW                       | Gesamtanlage Homberger Straße         | Lage                                               | Homberger Straße 105, 107, 109, 111, 113, 115, 117.                                                  |         |       |
| Hofanlage                             | Hofanlage                             | Am Berg 1 LageFlur: 57, Flurstück: 85/2            | |         |       |
| Hofanlage                             | Hofanlage                             | Hohlweg 2 LageFlur: 57, Flurstück: 98              | |         |       |
| Bild gesucht BW                       | Keller                                | Hohlweg 2 LageFlur: 58, Flurstück: 51/1            | |         |       |
| Wohnhaus                              | Wohnhaus                              | Hohlweg 4 LageFlur: 57, Flurstück: 97/1            | |         |       |
| Wohnhaus                              | Wohnhaus                              | Hohlweg 6 LageFlur: 57, Flurstück: 95/2            | |         |       |
| Wohnhaus                              | Wohnhaus                              | Homberger Straße 85 LageFlur: 57, Flurstück: 91/1  | |         |       |
| Scheune                               | Scheune                               | Homberger Straße 91a LageFlur: 57, Flurstück: 47/3 | |         |       |

#### Kathus
| Bild                               | Bezeichnung               | Lage                                                     | Beschreibung                                                                              | Bauzeit | Daten |
| ---------------------------------- | ------------------------- | -------------------------------------------------------- | ----------------------------------------------------------------------------------------- | ------- | ----- |
| Ortsansicht Kathus vom Solztal aus | Gesamtanlage Kathus       | Lage                                                     | Ortsansicht Kathus vom Solztal aus                                                        |         |       |
| Hofanlage Am Borngraben 17         | Hofanlage                 | Am Borngraben 17 LageFlur: 2, Flurstück: 21/1            |                                                                                           |         |       |
| Wohnhaus Am Rehgarten 6            | Ehemaliges Lehrerwohnhaus | Am Rehgarten 6 LageFlur: 2, Flurstück: 340/141           | Eineinhalbgeschossiger Ziegelrohbau mit Kniestock und zwei breiten Zwerchhäusern, um 1900 |         |       |
| Wohnhaus Am Rehgarten 10           | Wohnhaus                  | Am Rehgarten 10 LageFlur: 2, Flurstück: 233/137          |                                                                                           |         |       |
| Hofanlage Am Seerück 2             | Hofanlage                 | Am Seerück 2 LageFlur: 2, Flurstück: 51                  |                                                                                           |         |       |
| Wohnhaus Chattenstrasse 6          | Wohnhaus                  | Chattenstraße 6 LageFlur: 2, Flurstück: 127              |                                                                                           |         |       |
| Wohnhaus Chattenstrasse 8          | Wohnhaus                  | Chattenstraße 8 LageFlur: 2, Flurstück: 131/1            |                                                                                           |         |       |
| Altbau Wohnhaus Chattenstrasse 25  | Wohnhaus                  | Chattenstraße 25 (Altbau) LageFlur: 2, Flurstück: 31/778 |                                                                                           |         |       |
| Wohnhaus Chattenstasse 27          | Wohnhaus                  | Chattenstraße 27 LageFlur: 2, Flurstück: 75/1            |                                                                                           |         |       |
| Hofanlage Chattenstrasse 29        | Hofanlage                 | Chattenstraße 29 LageFlur: 2, Flurstück: 223/72 und 73   |                                                                                           |         |       |
| Scheune Forsthaustrasse 3          | Scheune                   | Forsthausstraße 3 LageFlur: 2, Flurstück: 70/1           |                                                                                           |         |       |
| Hofanlage Forsthausstraße 5        | Hofanlage                 | Forsthausstraße 5 LageFlur: 2, Flurstück: 68/1           |                                                                                           |         |       |
| Friedhof Kathus                    | Friedhof                  | Forsthausstraße LageFlur: 4, Flurstück: 51 und 366/52    |                                                                                           |         |       |
| Wasserbehälter Kathus              | Wasserbehälter            | Flur: 4, Flurstück: 409/236 und 410/237                  |                                                                                           |         |       |
| Gißlingskirche                     | Gißlingskirche            | LageFlur: 15, Flurstück: 139/7                           | Ruine einer Dorfkirche aus dem 14. Jahrhundert in der Wüstung Gosselndorf                 |         |       |

#### Kohlhausen
| Bild                                    | Bezeichnung                 | Lage                                                                    | Beschreibung | Bauzeit | Daten |
| --------------------------------------- | --------------------------- | ----------------------------------------------------------------------- | ------------ | ------- | ----- |
| Direkt Bild zu diesem Denkmal hochladen | Gesamtanlage Kohlhausen     | Koordinaten fehlen! Hilf mit.                                           |              |         |       |
| Bild gesucht BW                         | Wohnhaus, ehemals Gasthaus  | Asbacher Straße 1 LageFlur: 5, Flurstück: 10                            |              |         |       |
| Bild gesucht BW                         | Hofanlage                   | Bornbergstraße 7 LageFlur: 3, Flurstück: 4                              |              |         |       |
| Bild gesucht BW                         | Hofanlage                   | Oberdorf 6 LageFlur: 5, Flurstück: 16                                   |              |         |       |
| Bild gesucht BW                         | Wohnhaus eines Vierseithofs | Oberdorf 7 LageFlur: 5, Flurstück: 26                                   |              |         |       |
| Bild gesucht BW                         | Hofanlage                   | Oberdorf 8 LageFlur: 5, Flurstück: 20/1                                 |              |         |       |
| Bild gesucht BW                         | Hofanlage                   | Oberdorf 9 LageFlur: 5, Flurstück: 70/24                                |              |         |       |
| Bild gesucht BW                         | Wohnhaus                    | Oberdorf 10 LageFlur: 5, Flurstück: 22                                  |              |         |       |
| Bild gesucht BW                         | Friedhof                    | Kerspenhäuser Straße, außerhalb der Ortslage LageFlur: 3, Flurstück: 78 |              |         |       |

#### Petersberg (mit Wilhelmsdorf)
| Bild                                               | Bezeichnung         | Lage                                                   | Beschreibung | Bauzeit | Daten |
| -------------------------------------------------- | ------------------- | ------------------------------------------------------ | ------------ | ------- | ----- |
| Ev. Kirche Am Klosterbrunnen                       | Evangelische Kirche | Am Klosterbrunnen LageFlur: 3, Flurstück: 20           |              |         |       |
| Friedhof an der Ev. Kirche Bad Hersfeld Petersberg | Friedhof            | Am Klosterbrunnen LageFlur: 3, Flurstück: 21/1         |              |         |       |
| Bild gesucht BW                                    | Wilhelmshof         | Am Wilhelmshof 3 LageFlur: 1, Flurstück: 18/2          |              |         |       |
| Bild gesucht BW                                    | Wilhelmshof         | Am Wilhelmshof 4 LageFlur: 1, Flurstück: 19/3          |              |         |       |
| Bild gesucht BW                                    | Wilhelmshof         | Am Wilhelmshof 5 LageFlur: 1, Flurstück: 19/2 und 21/3 |              |         |       |
| Teich am Wilhelmshof, Bad Hersfeld Petersberg      | Teich               | Am Wilhelmshof LageFlur: 1, Flurstück: 3/1             |              |         |       |

#### Sorga (mit Oberrode)
| Bild | Bezeichnung | Lage | Beschreibung | Bauzeit | Daten |
| ---- | ----------- | ---- | ------------ | ------- | ----- |

## Abgegangene Kulturdenkmale
| Bild            | Bezeichnung                                   | Lage                                                       | Beschreibung                                                                        | Bauzeit | Daten |
| --------------- | --------------------------------------------- | ---------------------------------------------------------- | ----------------------------------------------------------------------------------- | ------- | ----- |
| Bild gesucht BW | Doppelwohnhaus                                | Am Markt 35/36 LageFlur: 43, Flurstück: 603/5 und 605/1    | Im Juni 2016 abgerissen                                                             |         |       |
| Bild gesucht BW | Wohnhaus                                      | Am Frauenberg 13 LageFlur: 39, Flurstück: 30/11 und 556/29 |                                                                                     |         |       |
| Bild gesucht BW | Frühere Tuchfabrik Rehn, Wohn- und Kontorhaus | Wehneberger Straße 4 LageFlur: 39, Flurstück: 22/5         |                                                                                     |         |       |
| Bild gesucht BW | Altbau des Café Bolender                      | Wigbertstraße 1 LageFlur: 44, Flurstück: 327/4, 327/5      | Eingeschossiger, biedermeierlicher Massivbau, 1833/36; ersetzt durch Neubau 2017/18 |         |       |